# Sint-Rochuskerk (Halle)

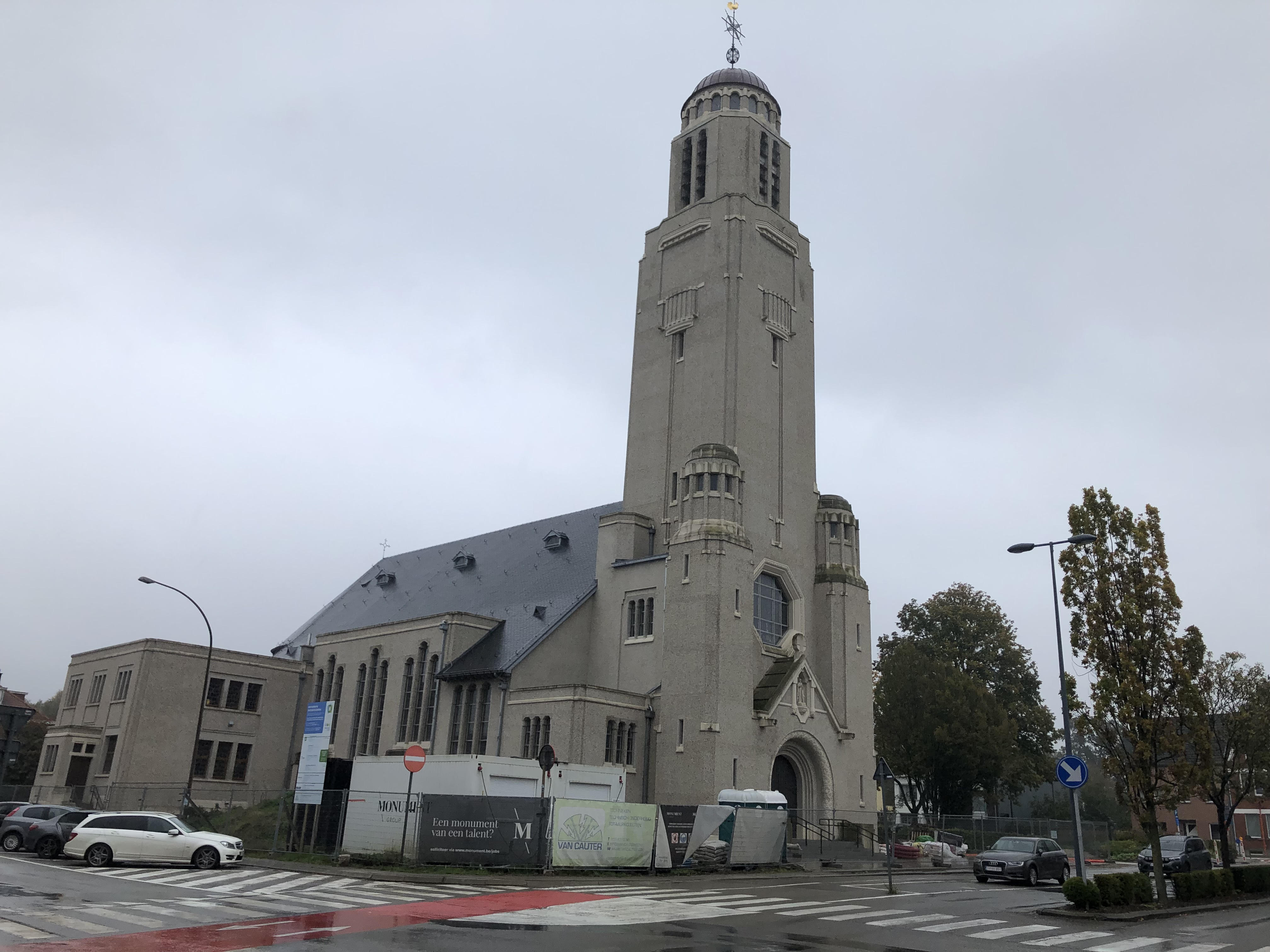
Sint-Rochuskerk

De Sint-Rochuskerk is een parochiekerk in de Vlaams-Brabantse stad Halle, gelegen aan het Kardinaal Mercierplein.

## Geschiedenis
Vanaf 1840 breidde de stad Halle zich uit in zuidoostelijke richting en ontstond de Sint-Rochuswijk die vernoemd werd naar een aan Sint-Rochus gewijde kapel uit 1626. Het was Adrien François Servais die één der eerste bewoners werd en de Villa Servais liet bouwen. In 1910 werd een eigen, aan Sint-Rochus gewijde, parochie gesticht en men kerkte aanvankelijk in een houten kapel die als noodkerk dienst deed. Van 1926-1928 werd een definitieve kerk gebouwd naar ontwerp van het trio Jan Vanhoenacker, John Van Beurden en Jos Smolderen.

## Gebouw
Het betreft een driebeukige kruiskerk, uitgevoerd in art decostijl. De voorgebouwde toren is opvallend en heeft boven een massieve vierkante basis een kleine achthoekige klokkenverdieping met een halfbolvormige afdekking.
De kerk werd in een volledig betonskelet uitgevoerd. Dit werd met bakstenen opgevuld.
Het interieur en het kerkmeubilair werden in de tijd van de bouw ontworpen.